# جان کارتر براون
جان کارتر براون (انگلیسی: J. Carter Brown; ۸ اکتبر ۱۹۳۴ – ۱۷ ژوئن ۲۰۰۲) مدیر نگارخانه ملی هنر (آمریکا) از ۱۹۶۹ تا ۱۹۹۲ و یکی از شخصیت‌های مهم صحنهٔ روشنفکری ایالات متحده آمریکا بود. نگارخانه ملی هنر تحت مدیریت براون به یکی از مهم‌ترین موزه‌های جهان تبدیل شد.
او همچنین برندهٔ جوایزی همچون نشان ملی هنر شده‌است.